# Zahrabivka, Jîdaciv
Zahrabivka (în ucraineană Заграбівка) este un sat în comuna Volodîmîrți din raionul Jîdaciv, regiunea Liov, Ucraina.

## Demografie
Componența lingvistică a localității Zahrabivka
     Ucraineană (100%)
Conform recensământului din 2001, toată populația localității Zahrabivka era vorbitoare de ucraineană (100%).